# San Jacinto Amilpas
San Jacinto Amilpas es una localidad del estado mexicano de Oaxaca. Es cabecera del municipio de San Jacinto Amilpas.

## Toponimia
El nombre «San Jacinto» hace referencia al santo patrono de la localidad: Jacinto de Cracovia. El nombre «Amilpas» proviene de los términos en náhuatl atl, agua; milli, sementera o campo de cultivo; pan, lugar. Su significado es «En la sementera del agua».

## Demografía
| Gráfica de evolución demográfica |
|                                  |

| Censo | Población |
| ----- | --------- |
| 1900  | 1 202     |
| 1910  | 1 113     |
| 1921  | 891       |
| 1930  | 876       |
| 1940  | 861       |
| 1950  | 918       |
| 1960  | 995       |
| 1970  | 980       |
| 1980  | 1 978     |
| 1990  | 1 514     |
| 1995  | 3 775     |
| 2000  | 8 343     |
| 2005  | 10 100    |
| 2010  | 13 860    |
| 2020  | 16 827    |